# 土佐市立新居小学校
土佐市立新居小学校（とさしりつ にいしょうがっこう）は、高知県土佐市にある公立小学校。

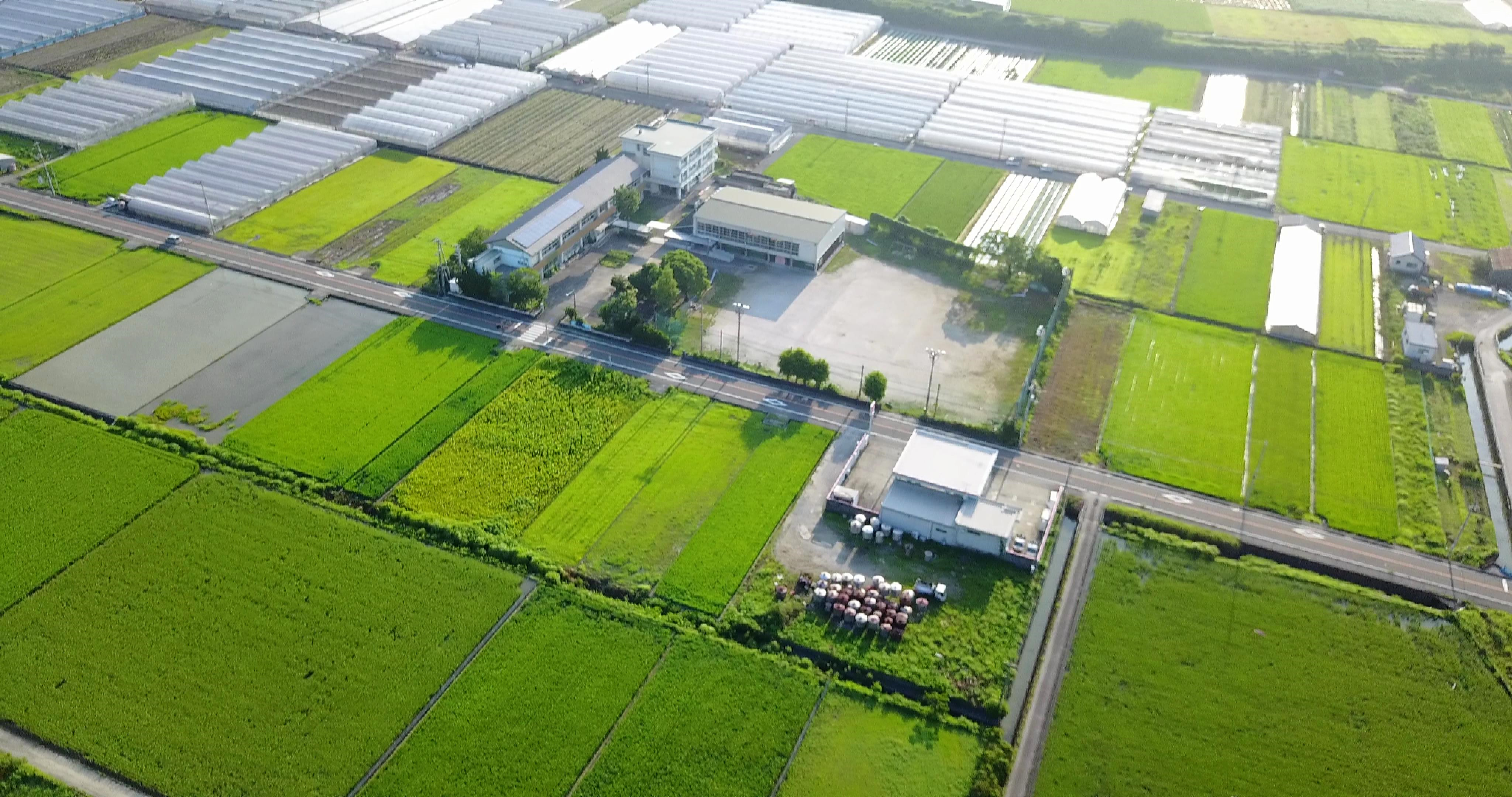
新居小学校空撮画像

## 沿革
- 1876年(明治 9年) - 新居小学校（本村），立意志小学校（立石）の南北2校創設
- 1889年(明治22年) - 旧名を廃止，新居小学校となる。後再び分立し，新居尋常小学校，新居北尋常小学校となる。
- 1910年(明治43年) - 南北両校併合し，現在地に校舎新築し新居尋常小学校となる。
- 1919年(大正 8年) - 高等科を併設し，新居尋常高等小学校と改称する。
- 1937年(昭和12年) - 北舎2階建てを建築する。
- 1941年(昭和16年) - 新居国民学校と改称する。
- 1947年(昭和22年) - 新居村立新居小学校と改称する。（六三制実施）
- 1954年(昭和29年) - プール落成
- 1959年(昭和34年) - 土佐市立新居小中学校と改称する。（市制施行）
- 1961年(昭和36年) - 校歌制定
- 1962年(昭和37年) - 東校舎増築落成
- 1965年(昭和40年) - 小学校鉄筋コンクリート二階建て校舎落成
- 1972年(昭和47年) - 中学校は統合により，土佐南中学校新居分室として現在地に残る。（小中併設でなくなる）
- 1974年(昭和49年) - 中学校実質統合（後の校舎，小学校が使用）
- 1977年(昭和52年) - 体育館落成
- 1983年(昭和58年) - 南舎解体，特別室（鉄筋三階建て）6教室竣工
- 1986年(昭和61年) - プール改築落成
- 1992年(平成 4年) - 滑り台，ブランコ2台新設置，体育館屋根瓦葺き替え大修理
- 2000年(平成12年) - 西便所を改修し，教具室・外倉庫とする。屋上防水加工
- 2004年(平成16年) - 防災無線工事　体育倉庫改修工事
- 2010年(平成22年) - 本校舎(２階建て) - 耐震補強と大規模改修（校舎内部）　遊具移設

## 通学区域
- 土佐市小中学校区表（PDF：125KB）参照

## 進学先中学校
- 土佐市立土佐南中学校

## 特徴
- 当校は日本を代表する清流仁淀川が土佐湾にそそぐ河口近くに位置します。
- 黒潮ラインは高知空港近くの高知県南国市久枝から桂浜を経由して仁淀川河口大橋から本校校区に至る。

## 周辺
- 黒潮ライン
- 仁淀川河口大橋
- 光の村土佐自然学園
- 光の村

## 通学区域が隣接している学校
- 土佐市立宇佐小学校
- 土佐市立高石小学校
- 高知市立春野西小学校